# Ictinogomphus decoratus
Ictinogomphus decoratus är en trollsländeart. Ictinogomphus decoratus ingår i släktet Ictinogomphus och familjen flodtrollsländor. IUCN kategoriserar arten globalt som livskraftig.

## Underarter
Arten delas in i följande underarter:
- I. d. decoratus
- I. d. melaenops